# Erasto Gaertner
Erasto Gaertner (Curitiba, 24 de abril de 1900 – Curitiba, 19 de maio de 1953) foi um médico e político brasileiro. Foi deputado federal constituinte em 1946 e prefeito de Curitiba entre 1951 e 1953, ano em que faleceu no exercício do cargo. Foi o idealizador do Hospital Erasto Gaertner, batizado em sua homenagem em 1955 e hoje considerado o maior centro de tratamento de câncer no Sul do Brasil.

## Origens e formação
Neto do pastor teuto-brasileiro Johann Friedrich Gaertner (1808-1869), fundador da Igreja Luterana no Paraná, e filho de Luís Gaertner e Maria Tertuliana Fagundes dos Reis, Erasto Gaertner concluiu o curso secundário em 1917, e logo após foi nomeado para trabalhar nos Correios e Telégrafos.
Em 1920, Gaertner ingressou na Faculdade de Medicina do Paraná. Em 1923 transferiu-se para a Faculdade de Medicina do Rio de Janeiro, formando-se em 1925.

## Carreira médica
Gaertner especializou-se em Cirurgia Geral, efetuando o aperfeiçoamento médico em cursos na Europa. Aos 27 anos tornou-se professor da Faculdade de Medicina em Curitiba. Além de professor universitário, foi diretor do Departamento Médico Legal do Paraná e do Leprosário São Roque. Fundou o Instituto de Medicina do Paraná e a Liga Paranaense de Combate ao Câncer.

## Carreira política

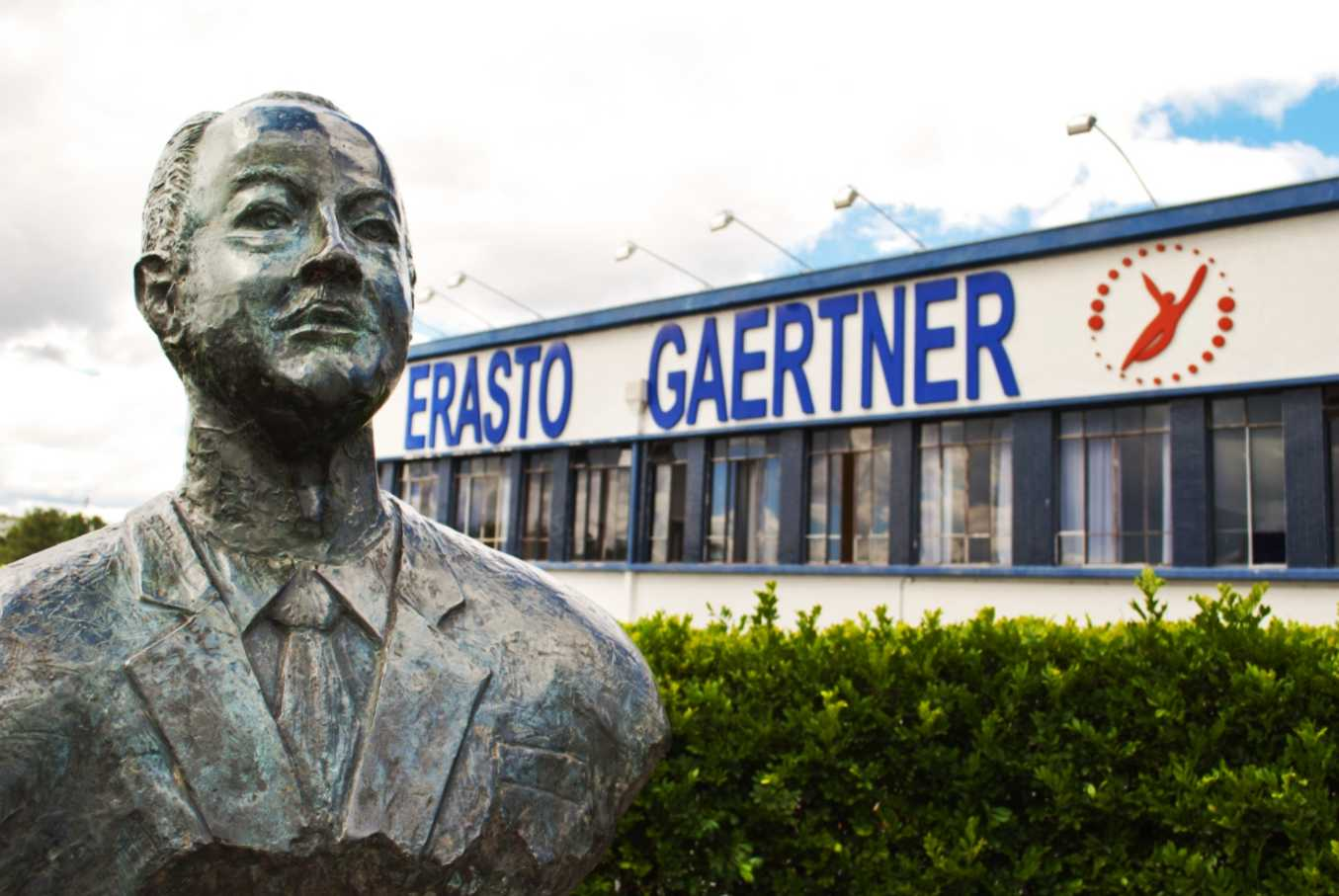
Hospital Erasto Gaertner, Curitiba

Em 1934 foi eleito deputado estadual, cargo este que ocupou até 1937, quando ocorre o Estado Novo de Getúlio Vargas. Ajudou a fundar a União Democrática Nacional e com este partido foi eleito deputado federal em 1945. Ao terminar o mandato na Câmara dos Deputados, ocupou uma das pastas de secretário de estado do governador Bento Munhoz da Rocha Neto.
Em 3 de outubro de 1951, tornou-se prefeito da cidade de Curitiba. Em seu mandato, idealizou o Hospital do Câncer (que atualmente é denominado de "Hospital Erasto Gaertner"). Outro benefício para a cidade, foi a importação, direto da Alemanha, da primeira usina de asfalto da cidade, montada onde hoje fica o Teatro Paiol.
Além do hospital, batizado em 1955 com o seu nome, a antiga avenida Nossa Senhora da Luz (em Curitiba) teve sua denominação alterada para "Avenida Professor Erasto Gaertner", como homenagem do povo curitibano ao médico e político paranaense.

## Colaboração com Gilberto Freyre
Erasto Gaertner colaborou com o sociólogo brasileiro Gilberto Freyre na obra Ordem e Progresso, publicada em 1957. Freyre destaca o testemunho de Gaertner como "interessantíssimo para o estudo da aculturação, no Brasil do princípio do século XX, de um neto de pastor luterano".
Em Ordem e Progresso, o médico paranaense destaca que sua trajetória profissional na medicina e depois na política partidária foi sempre pautada pelo combate às desigualdades sociais, bem como pela promoção da educação e da saúde pública universal como elementos-chave do desenvolvimento econômico e social do Brasi.